# 大加利比爾山

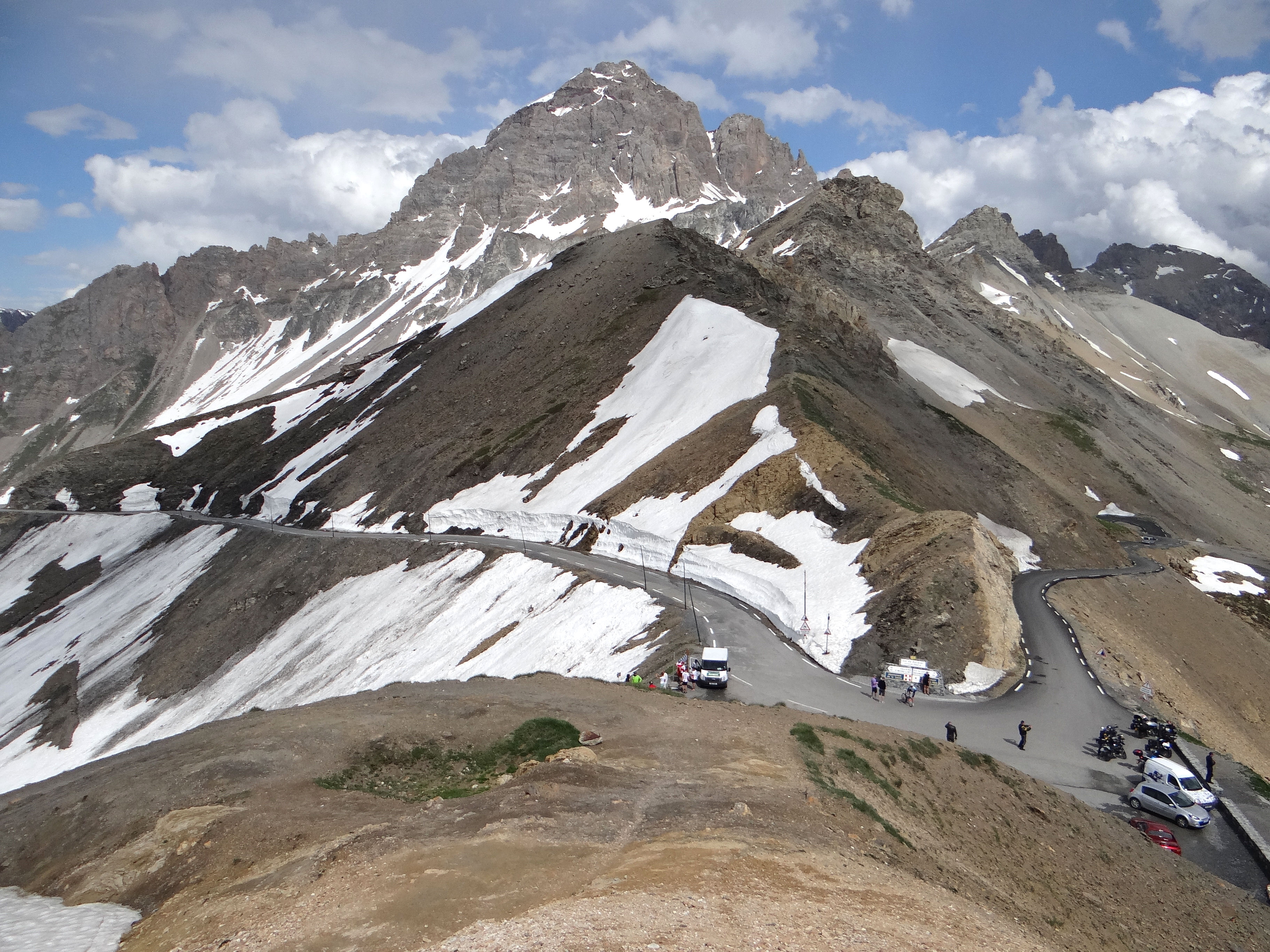

45°03′50″N 06°26′03″E / 45.06389°N 6.43417°E
大加利比爾山（法語：Grand Galibier），是法國的山峰，位於該國東南部，由奧文尼-隆-阿爾卑斯大區負責管轄，屬於科蒂安阿爾卑斯山脈的一部分，海拔高度3,228米。